# Christoph Levin
Christoph Levin (Duisburg, 8 luglio 1950) è un teologo tedesco di fede protestante, nonché professore di Vecchio Testamento.

## Biografia
Levin ha studiato teologia protestante dal 1969 al 1975 a Tubinga, St Andrews, Marburgo e Gottinga. Dopo un'esperienza vicariale nella comunità dei Fratelli Moravi, dal 1977 al 1991 è stato assistente scientifico a Gottinga con Rudolf Smend. Ha conseguito il dottorato con una tesi sulla teologia dell'Alleanza. La sua tesi di abilitazione all'insegnamento universitario verteva sul Libro di Giobbe. Dal 1993 Levin ha ricoperto una cattedra sostitutiva a Marburgo, dal 1995 al 1998 è stato professore di scienze bibliche a Gießen in sostituzione di Volkmar Fritz, che era in congedo. Dal 1998 fino al suo pensionamento nel 2016 è stato professore presso l'Università Ludwig Maximilian di Monaco di Baviera.
Dal 2005 al 2019 è stato predicatore all'università e, dal 2009 al 2015, decano della Facoltà teologica protestante.
Dal 2008 al 2011 Levin ha diretto il gruppo di esperti dell'Antico Testamento della Società Scientifica di Teologia. Dal 2008 al 2017 è stato membro del comitato di selezione per l'assegnazione della cattedra Alexander von Humboldt - Premio internazionale per la ricerca in Germania. Dal 2010 al 2016 è stato coordinatore per l'Antico Testamento nel comitato direttivo "Revisione della Bibbia di Lutero" presso la Chiesa luterana in Germania. È membro dell'Accademia delle scienze di Gottinga e, dal 2014, dell'Accademia delle scienze finlandese. Dal 2010 al 2013 è stato presidente dell'Organizzazione internazionale per lo studio dell'Antico Testamento (IOSOT).

## Attività
Con le sue tesi sul Libro di Giobbe, nell'area di lingua tedesca Levin è uno dei più accaniti difensori della tesi secondo cui il redattore del Libro di Giobbe sia un redattore tardivo, influenzato dall'antideuteronomio, che ha raccolto e unito diverse narrazioni e le ha trasformate in un unico racconto che va dalla Genesi 1 al Numeri 24. Altri punti focali della sua ricerca sono la storia letteraria dell'Antico Testamento e la storia pre-esilica di Israele e Giuda.

## Vita privata
Levin è sposato con la dottoressa Claudia Levin. La coppia ha quattro figli.

## Premi e riconoscimenti
- 2017: dottorato honoris causa dell'Università di Helsinki.

## Scritti
- Der Sturz der Königin Atalja: Ein Kapitel zur Geschichte Judas im 9. Jahrhundert v. Chr. (SBS 105). Stuttgart: Katholisches Bibelwerk 1982. ISBN 3-460-04051-3
- Die Verheißung des neuen Bundes in ihrem theologiegeschichtlichen Zusammenhang ausgelegt (FRLANT 137)., Vandenhoeck & Ruprecht, Göttingen 1985. ISBN 3-525-53811-1
- Der Jahwist (FRLANT 157). Göttingen: Vandenhoeck & Ruprecht 1993. ISBN 3-525-53839-1, 3-525-53838-3
- Das Alte Testament (C.H.Beck Wissen 2160)., Beck, München 2006, 3a edizione. ISBN 3-406-44760-0
- Fortschreibungen. Gesammelte Studien zum Alten Testament (Beihefte zur Zeitschrift für die alttestamentliche Wissenschaft 316) Berlin: de Gruyter 2003. ISBN 3-11-017160-0
- (mit Reinhard Müller): Die Psalmen in ihrer Urgestalt. C. H. Beck, München 2024, ISBN 978-3-406-81359-7.